# Даринка Радовић
Даринка Радовић (рођ. Петровић; Клока, код Наталинаца, 6. јануар 1896 — Рајковац, код Тополе, 23. мај 1943) била је земљорадница, сарадница Народноослободилачког покрета и народни херој Југославије.
Потицала је из сиромашне земљорадничке породице и није се школовала. Од удаје 1919. живела је у селу Рајковцу, код Тополе и у браку са супругом Војиславом добила две ћерке — Радмилу и Станку. Заједно са супругом, бавила се земљорадњом и није се интересовала за политику. У току Априлског рата 1941. њен супруг је као војник Југословенске војске био заробљен и одведен у немачко заробљеништво.
У току устанка у Србији, у лето 1941. мештани њеног села почели су да помажу партизане, због чега је село постало значајно партизанско упориште. Након Прве непријатељске офанзиве, у јесен 1941. Даринка и њене ћерке су се укључиле у Народноослободилачки покрет (НОП) и почеле у своју кућу да примају партизане и партијске раднике, који су били прогоњени од окупаторско-квинслишких снага. Током 1942. њена кућа постала је значајна партизанска база, а у њеном дворишту било је ископано подземно склониште. Поред партизанских бораца и курира, овде су свраћали и руководиоци партизанског покрета, међу којима и Душан Петровић Шане, секретар Окружног комитета КПЈ.
Како би заплашили мештане Рајковца и одвратили их од сарадње са партизанима, припадници Опленачке бригаде Горске краљеве гарде су Даринку и њене ћерке — двадесетогодишњу Радмилу и четрнаестогодишњу Станку, као познате партизанске сараднице, заклали у ноћи 22/23. маја 1943. у сеоској порти. Као мотив за ово убиство помиње се земуница са рањеним партизаном, коју нису хтеле да открију четницима. У Тополи им је посвећен Споменик мајкама и ћеркама Шумадије.
За народног хероја проглашена је 9. октобра 1953. године.

## Биографија
Рођена је 6. јануара 1896. године у селу Клока, код Наталинаца. Била је најмлађе и једино женско дете у породици Милоја и Савке (Смиље) Петровић, који су имали тројицу синова — Миливоја, Драгутина и Милутина. На крштењу, у храму Св. Пантелејмона у Клоки, добила је име Даринка. Потицала је из сиромашне земљорадничке породице, а сходно тадашњим приликама у Краљевини Србији, да женска деца ретко иду у школу, није се школовала и била је неписмена. Када је одрасла, помагала је родитељима, а највише мајци у кућним и пољским пословима.
Иако су сва три њена брата учествовала у Првом светском рату и стекла одликовања и чинове наредника Српске војске, њен отац Милоје је за време аустроугарске окупације учествовао у сеоској општинској власти. Иако је много волела и поштовала оца, Даринка није одобравала његов ангажман у општинској власти и доживљавала је то као велику срамоту. Још пре рата, родитељи су Даринки купили шиваћу машину, коју је након удаје понела у мираз. Балкански и Први светски рат, одложили су Даринкину удају, па се удала тек годину дана након завршетка рата. Октобра 1919. у својој 23. години удала се за сељака Војислава Радовића (1895—1960) из села Рајковца, код Тополе. Венчали су се у Цркви Светих апостола Петра и Павла у селу Јагњилу, код Младеновца.
Након женидбе, Војислав се оделио од оца и саградио малу кућу са две собе, у којој је живео са Даринком и њиховим ћеркама. Заједно са њима живела је и Војислављева стрина Станица, која је у претходним ратовима остала без мужа и сина. Војислав је обрађивао њену земљу и бринуо о њој. Даринка и Војислав најпре су добили сина Саву, али је он након неколико година преминуо. Потом је 7. августа 1922. рођена ћерка Радмила, а 30. новембра 1929. Станка. Иако су више спадали у сиромашне, него у добростојеће земљорадника, живели су лепо и скромно. Војислав је био човек добре нарави и на сеоским скуповима волео је да изводи шале и на тај начин забавља сељаке, док је Даринка била оштроумна и правична жена. Била је веома посвећена домаћинству, држећи кућу и двориште увек уредно. Иако неписмена бавила се пчеларством, а гајила је лозу и калемила воће. Никада се није бавила политиком, нити припадала политичким покретима и организацијама, посебно јер жене у Краљевини Југославији нису имале прво гласа. Као и већина мештана села Рајковца, она и њен муж били су опозиционо расположени и нескривено су се радовали добром успеху позиције на парламентарним изборима 1938. године.
Село Рајковац, у коме је Даринка живела од удаје, имало је крајем 1940. године 93 домаћинстава са 225 мушких и 209 женских становника. Сељаци су били претежно сиромашни и опозиционо расположени, а прве левичарске идеје и приче о социјализму, у село је донео професор Милутин Тодоровић, који је био родом из села и често долазио. Село је добило име по Карађорђевом свињару Рајку који је чувао свиње и пронашао извор воде, који је назван Рајков извор, а село Рајковац. Први насељеници били су из Сјенице и Пљеваља, који су у време Карађорђа пребегли из Новопазарског санџака и населили у Вучковицу, код Крагујевца, одакле је кнез Милош наредио да се један део народа пресели на простор Рајковца. Након првих насељеника, почело је досељавање из свих крајева од бугарске границе, али и из Босне и других крајева. У Балканским и Првом светском рату од 1912—1918, из Рајковца су погинула 54 војника. Прву кућу озидану циглом изградио је Живота Стевановић Шућа, у којој је 1928. прорадила основна школа, а две године касније, село је изградило нову школску зграду.

### Почетак сарадње са партизанима
У току Априлског рата 1941, када су Силе осовине напале Краљевину Југославију, Даринкин супруг Војислав Радовић био је мобилисан у Југословенску војску. Након капитулације, заједно са десетинама хиљада других војника и официра, био је одведен у заробљеништво. Поред Војислава још 15 мобилисаних војника из Рајковца је Други светски рат провело у немачком заробљеништву. У току устанка у Србији, у лето 1941. Рајковац је постао партизанско упориште, а двадесетак домаћинства је почело да помаже Народноослободилачки покрет (НОП). Међу партизанским сарадницима, истицали су се Живомир Марковић и његова браћа Радомир и Вељко, а поред њих у селу су постојала два члана Комунистичке партије (КПЈ), као и организација Савеза комунистичке омладине (СКОЈ) и Народноослободилачки одбор. Велику помоћ у организовању НОП-а у Рајковцу, током 1941. и 1942. дао је Драгиша Богдановић Марко, члан КПЈ из суседног села Маскар, који је погинуо приликом немачке блокаде села 5. децембра 1942. године.
Даринка и њене ћерке Радмила и Станка, нису се током лета и јесени 1941. укључивале у Народноослободилачки покрет. Биле су антиокупаторски расположене, али су мирно живеле изван свих политичких догађаја. Када је крајем 1941, за време Прве непријатељске офанзиве био разбијен Први шумадијски партизански одред, окупаторско-квинслишке снаге су отпочеле са потером на заостале партизане, заводећи страшан терор. Затвори у Тополи, Аранђеловцу и Крагујевцу били су пуни заробљених партизана и њихових присталица, а у народу је завладао страх. Због опасности од непријатељских патрола, чланови Окружног комитета КПЈ за Аранђеловац и чланови Среских комитета, илегално су се ноћу кретали и обилазили поуздане сараднике. Понеки заостали партизани, који још нису били заробљени, настојали су да нађу поуздане јатаке, код којих би се склонили и презимили.
Само најхрабрији и најпоузданији сарадници Народноослободилачког покрета, примали су у своје куће партијске раднике или понеког партизана, које су склањали на скровита места, земунице или у оближње шуме преко дана. Поуздани партизански сарадник у Рајковцу био је Живомир Марковић. Код њега се крајем 1941. нашла на чувању једна млада партизанка из Београда, која је преко ноћи боравила у његовој кући, а преко дана се склањала у оближњу шуму, која је припадала Даринкином мужу. Скупљајући дрва за огрев, Даринка је у шуми затекла партизанку и позвала је у своју кућу. Партизанка је одбила позив, а увече је Живомиру испричала сусрет са Даринком. Пошто је Даринку знао као поштену и поуздану, али и храбру жену, која није наклоњена окупатору и његовим слугама, Живомир је рекао партизанки да може свратити у Даринкину кућу, што је ова сутра и учинила. Њен долазак у кућу Радовића, оставио је веома позитиван утисак, како на Даринку, тако и на њене ћерке, а након разговора за Марковићем, оне су ушле у круг поузданих партизанских сарадника.

### База и склониште Окружног комитета
Сматрајући Даринкину кућу као сигурну, Живомир Марковић почео је у њу да доводи истакнуте партијске раднике, који су деловали на овом терену, међу којима је био секретар Окружног комитета КПЈ за Аранђеловац Душан Петровић Шане, познат тада по партизанском имену Павле. Поред њега, од чланова Среског комитета КПЈ за опленачки срез и других политичких радника, код Даринке су долазили Миодраг Вуковић Миле Сеља и Обрад Радивојевић Радивоје. Крајем фебруара 1942. једна немачка јединица упала је у Рајковац и убила неколико сарадника Народноослободилачког покрета, међу којима и Живомира Марковића (1912—1942). Након овога, Даринкина кућа постала је једна од најповерљивијих партизанских база у селу. Њено имање налазило се на крају села и имало је веома повољан положај. Иза ограде се пружала широка њива, а иза ње шума која се ширила даље. У дворишту се поред куће, помоћних зграда и штале, налазио вајат (качара) у коме је становала Војиславова стрина Станица. Сматрајући ову кућу као поуздану и сигурну базу, Душан Петровић Шане је у току 1942. донео одлуку да се овде изгради подземно склониште Окружног комитета КПЈ, у које би се могао склањати материјал, а по потреби и понеки партизан или илегалац. Земуница је била ископана у вајату, десно од улазних врата.
Иако је у прво време земуница коришћена за сакривање партијске технике, листова, летака и другог агитационог материјала, крајем децембра 1942. у њој је био скривен партизански рањеник Станислав Оцокољић, који је био рањен у нападу на станицу Српске државне страже у селу Чумићу, јужно од Тополе. Током боравка у Даринкиној кући он је време проводио у кревету, а када би Даринка указала на опасност он се склањао у земуницу. Поред Даринке и њених ћерки, бригу о рањенику водила је и стрина Станица, која је становала у вајату. Након што му је рана зарасла, он је крајем јануара 1943. напустио Даринкину кућу.
Неписмена и веома побожна Даринка Радовић, иако никада није припадала Комунистичкој партији Југославије, сматрала је за своју дужност да помаже борце за слободу, јер је као слободољубива жена, још од времена аустроугарске окупације мрзела освајаче и окупаторе. Упркос сиромаштву, заједно са ћеркама пружала је помоћ партизанима и илегалцима који су свраћали у њихову кућу. Свесна опасности која јој прети, није одбијала сарадњу, а касније је организовала још неке жене у селу да плету џемпере и чарапе за партизане и да дају помоћ на други начин — сакупљањем новца и сл. Често је као курир одлазила у суседна села, односила и доносила поруке и разне друге материјале.

### Убиство Даринке и њених ћерки
Била једном једна Даринка
сељанка, мајка, Шумадинка
која се попут чудесне птице
вину међ звезде бесмртнице.

Када су четници извесно време овладали њеним крајем и околним селима, а нешто су сазнали или посумњали о њеној активности и активности њених кћери, као и то да издржавају и лече болесне и рањене партизане, изненада су у ноћи 23. маја 1943. године упали у њену кућу и извршили претрес. Претресом нису открили ништа сумњиво. Те ноћи у земуници се крио један рањени партизан. Четници су тражили од Даринке и њених кћери да открију земуницу и рањеног партизана. Све три су одрицале да земуница и рањеник уопште постоје. Четници су их везали и одвели у црквено двориште, где су их тукли и тражили да кажу где је земуница, рањени партизан и ко из села сарађује с партизанима. Оне су порицале да знају било шта о томе.
Четници су онда почели да муче најмлађу кћер, четрнаестогодишњу Станку, надајући се да ће она признати. Девојчица је ћутала. Четници су тражили од Даринке да призна, претећи да ће је заклати ћерку. Даринка је ћутала. Онда су пред мајком и старијом сестром заклали малу Станку, која се бранила вриштећи и рукама се хватала за оштру каму. Пала је мртва са исеченим длановима. Даринка је и даље ћутала. Онда су почели да кољу старију ћерку Радмилу. Двадесетогодишња Радмила је пререзаног грла пала пред ноге везане мајке. На крају су четници заклали и Даринку.

## Народни херој
Указом председника Федеративне Народне Републике Југославије Јосипа Броза Тита, 9. октобра 1953. године, проглашена је за народног хероја.
Кућа у Рајковцу у којој је живела Даринка Радовић јула 1974. је од стране Завода за заштиту споменика културе из Крагујевца уврштена на листу споменика културе као непокретно кулутрно добро.